# Liege Lord
Liege Lord foi uma das principais bandas na cena do power metal nos Estados Unidos. Formada em 1982 em Connecticut, mas só começaram a gravar o seu primeiro disco em 1985, Freedom's Rise e lançado no mesmo ano pela gravadora Black Dragon. Esse disco foi um dos aclamado da banda pela crítica. Com o sucesso desse disco, a banda começou a trabalhar no próximo. Dois anos depois do lançamento do primeiro disco, em 1987 eles lançam o segundo álbum, Burn To My Touch, agora lançado pela gravadora Metal Blade. Um álbum muito técnico que junta heavy e thrash metal ao mesmo tempo. Com isso a banda entrou na coletânea do disco da Metal Blade chamado de The Best Of Metal Blade Volume 3. Com o sucesso do segundo álbum da banda, eles se prepararam para gravar o terceiro de estúdio.
Em 1988 lançam Master Control, também pela gravadora Metal Blade. Com esse lançamento, a banda vem com outra formação. Sai o vocalista Andy Michaud que gravou os dois primeiros discos da banda e entra em seu lugar Joe Comeau que depois tocou no Overkill como guitarrista e depois foi pro Annihilator como vocalista. Esse álbum não foi o grande sucesso da banda. Bom esse foi o último disco e em seguida o encerramento de suas atividades. Doze anos depois (em 2000) eles voltaram, mas para fazer uma reunião, tocando na Alemanha no festival Wacken Open Air com a ultima formação.

## Formação
Freedom's Rise (1985)
- Andy Michaud - vocal
- Tony Truglio - guitarra
- Pete McCarthy - guitarra
- Matt Vinci - baixo
- Frank Cortese – bateria

Burn To My Touch (1987)
- Andy Michaud - vocal
- Tony Truglio - guitarra
- Paul Nelson - guitarra
- Matt Vinci - baixo
- Frank Cortese - bateria

Master Control (1988)
- Joe Comeau - vocal
- Tony Truglio - guitarra
- Paul Nelson - guitarra
- Matt Vinci -  baixo
- Frank Cortese - bateria